# Jordanie aux Jeux olympiques d'été de 2012
La Jordanie participe aux Jeux olympiques d'été de 2012 à Londres. Il s'agit de sa 9e participation aux Jeux olympiques d'été.

## Équitation

### Saut d'obstacles
| Athlète          | Cheval | Compétition | Qualification | Qualification | Qualification | Qualification | Qualification | Qualification | Qualification | Qualification | Finale    | Finale   | Finale    | Finale   | Finale   | Total     | Total |
| Athlète          | Cheval | Compétition | 1er tour      | 1er tour      | 2e tour       | 2e tour       | 2e tour       | 3e tour       | 3e tour       | 3e tour       | Finale A  | Finale A | Finale B  | Finale B | Finale B | Total     | Total |
| Athlète          | Cheval | Compétition | Pénalités     | Rang          | Pénalités     | Total         | Rang          | Pénalités     | Total         | Rang          | Pénalités | Rang     | Pénalités | Total    | Rang     | Pénalités | Rang  |
| ---------------- | ------ | ----------- | ------------- | ------------- | ------------- | ------------- | ------------- | ------------- | ------------- | ------------- | --------- | -------- | --------- | -------- | -------- | --------- | ----- |
| Ibrahim Besharat | Vrieda | Individuel  |               |               |               |               |               |               |               |               |           |          |           |          |          |           |       |

## Judo
Hommes
| Athlète         | Compétition        | 1/16 de finale      | 1/8 de finale       | Quarts de finale    | Demi-finales        | Finale              |
| Athlète         | Compétition        | Adversaire Résultat | Adversaire Résultat | Adversaire Résultat | Adversaire Résultat | Adversaire Résultat |
| --------------- | ------------------ | ------------------- | ------------------- | ------------------- | ------------------- | ------------------- |
| Ihab Almatbouli | Mi lourds (-81 kg) | Lawal Nigeria       |                     |                     |                     |                     |